# Подгорненское муниципальное образование
Подгорненское муниципальное образование — сельское поселение в Романовском районе Саратовской области Российской Федерации.
Административный центр — село Подгорное.

## История
Статус и границы сельского поселения установлены Законом Саратовской области от 27 декабря 2004 года № 102-ЗСО «О муниципальных образованиях, входящих в состав Романовского муниципального района».

## Население
| 2010  | 2011  | 2012  | 2013  | 2014  | 2015  | 2016  |
| ----- | ----- | ----- | ----- | ----- | ----- | ----- |
| 1433  | ↘1423 | ↘1381 | ↘1333 | ↘1305 | ↘1249 | ↘1232 |
| 2017  | 2018  | 2019  | 2020  | 2021  | 2025  |       |
| ↘1215 | ↘1179 | ↘1139 | ↘1126 | ↘1005 | ↘952  |       |

## Состав сельского поселения
| № | Населённый пункт | Тип населённого пункта       | Население |
| - | ---------------- | ---------------------------- | --------- |
| 1 | Инясево          | село                         | ↘337      |
| 2 | Подгорное        | село, административный центр | ↘1096     |

## Археология
На Хопре у сёл Инясево, Подгорное обнаружены поселения, могильники и святилища ранних славян II — IV веков. В Инясеве выявлен грунтовой могильник с сожжениями.